# Músculo obturador interno
Musculo obturador interno é um músculo do ser humano.
- Origem: face pélvica da membrana obturatória e contornos superior e medial do forame obturado.
- Inserção: trocânter maior do fêmur e fossa trocantérica.
- Ação: abdução e rotação lateral da coxa.
- Inervação: nervo obturatório interno.